# District de Waldenburg
Pour les articles homonymes, voir Waldenbourg.
Le district de Waldenburg est un des cinq districts du canton de Bâle-Campagne. Il compte 16 087 habitants pour une superficie de 104,93 km2. Le chef-lieu est Waldenburg.

## Communes
Le district compte 15 communes :
| Nom         | N° OFS | Population (décembre 2022) |
| ----------- | ------ | -------------------------- |
| Arboldswil  | 2881   | +000591,                   |
| Bennwil     | 2882   | +000659,                   |
| Bretzwil    | 2883   | +000749,                   |
| Diegten     | 2884   | +001 636,                  |
| Eptingen    | 2885   | +000563,                   |
| Hölstein    | 2886   | +002 609,                  |
| Lampenberg  | 2887   | +000546,                   |
| Langenbruck | 2888   | +000965,                   |
| Lauwil      | 2889   | +000317,                   |
| Liedertswil | 2890   | +000163,                   |
| Niederdorf  | 2891   | +001 791,                  |
| Oberdorf    | 2892   | +002 426,                  |
| Reigoldswil | 2893   | +001 560,                  |
| Titterten   | 2894   | +000413,                   |
| Waldenburg  | 2895   | +001 099,                  |
| Total       | Total  | +016 087,                  |